# Acordulecera algodones
Acordulecera algodones es una especie de mosca del género Acordulecera, familia Pergidae. Fue descrita por David Smith en 2010. Se encuentra en Estados Unidos. Los holotipos (una hembra y un macho) fueron recolectados en las Dunas de Algodones, a 10,7 km al suroeste de Glamis en el condado Imperial en el suroeste de California.